# La Unión, Nauzontla
La Unión är en ort i Mexiko.   Den ligger i kommunen Nauzontla och delstaten Puebla, i den sydöstra delen av landet, 170 km öster om huvudstaden Mexico City. La Unión ligger 1 530 meter över havet och antalet invånare är 317.
Terrängen runt La Unión är varierad. Runt La Unión är det ganska glesbefolkat, med 43 invånare per kvadratkilometer. Närmaste större samhälle är Olintla, 19,1 km nordväst om La Unión. I omgivningarna runt La Unión växer huvudsakligen savannskog.